# 시로오 테츠야
시로오 테츠야 (城尾 哲弥, Shiroo Tetsuya, 1947 – 2020년 1월 22일)는 일본의 최대 야쿠자 조직인 야마구치구미 산하의 나가사키 기반 야쿠자 단체인 스이신카이의 전 리더였다.

## 이토 잇초 살해 사건
2007년 4월 17일, 시로오는 나가사키시 시장인 이토 잇초를 총으로 쏴 다음날 아침 일찍 이토 잇초는 사망했다.
시로오의 명백한 암살 동기는 보험 청구에 대한 앙심이었다. 시 당국이 2003년 공공 사업 건설 현장에서 손상된 야마구치구미 차량에 대해 보상하기를 거부했기 때문이다. 일본 언론에서는 총격 전에 시로오가 TV 아사히에 시장과 시 정부에 대한 자신의 불만을 설명하는 편지를 보냈다고 보도되었다. 보험 청구 외에도 시로오는 자신의 갱단과 관련된 건설 회사가 시 정부로부터 계약을 거부당한 것에 대해서도 분노한 것으로 알려졌다. 그는 나중에 경찰에 2월부터 암살을 계획하고 있었다고 말했다.
시로오는 나가사키역 근처에 있는 이토의 선거 사무실 밖에서 오후 7시 50분에 이토에게 접근하여 미국제 리볼버로 그의 등에 두 발을 쏘았다. 현지 경찰은 시로오를 신속하게 제압하고 체포했으며, 그는 나중에 경찰에게 시장을 살해한 후 자살을 계획했다고 말했다.
시로오는 나가사키 지방 검찰청에 의해 살인, 총기 소지, 선거 방해 혐의로 기소되었다.
시로오의 동료 두 명인 오가와 히로미와 야마시타 마사키는 시로오의 살인 계획을 도운 혐의로 체포되었지만, 증거 불충분으로 나중에 기소가 취하되었다. 시로오는 이토를 암살할 계획을 누구에게도 말하지 않았다고 부인했다.
경찰 소식통은 이번 살인이 개인적인 앙심의 결과이며, 야마구치구미 지도부의 승인을 받지 않았다고 밝혔다. 시장 사망 후, 시로오의 갱단인 스이신카이는 자발적으로 해산할 것이라고 발표했다.

## 법적 절차 및 유죄 판결
그의 재판은 2008년 1월 22일에 시작되었다. 검찰은 그에게 사형을 구형했고 그는 2008년 5월 26일 사형을 선고받았다. 그러나 후쿠오카 고등법원은 사형을 취소하고 2009년 9월 29일 그에게 종신형을 선고했다. 시로오는 2020년 오사카 의료 교도소에서 사망했다.

## 같이 보기
- 일본의 사형제